# Mount Sterling (Kentucky)
Mount Sterling – miasto w Stanach Zjednoczonych, w stanie Kentucky, siedziba administracyjna hrabstwa Montgomery.